# Зінда Лааш
«Зінда Лааш» (урду زندہ لاش) — пакистанський урдумовний фільм жахів, випущений 1967 року. Режисер — Хвая Шарфаз. Продюсер — Абдул Бакі, у фільмі від телеклмпанії Lollywood знімалися: Асад Бухарі (доктор Акіл Гаркер), Хабіб (брат Акіла), Діба (Шабнам), Рехан (Вампір), Насрін (наречена Вампіра).
У США «Зінда Лааш» відомий під назвою «Дракула в Пакистані», у міжнародному прокаті — «Живий труп». Перший фільм в Пакистані, який отримав категорію X.

## Сюжет фільму
Професор Табіні експериментує з еліксиром, який, на його думку, переможе смерть. Однак, коли професор намагається випрбувати еліксир на собі, він не спрацьовує, як заплановано, натомість Табіні помирає. Коли його асистент знаходить професора вже мертвим, то несе його вниз по сходах й залишає його в склепі, який розташовується підвалі будинку. Проте професор повстає з мертвих та кусає в шию свого асистента.

## Натхнення
Сюжет багато в чому подібний до фільму жахів «Дракула» від компанії Hammer Film Productions, насправді навіть є моменти, коли музика має подібність до балу Джеймса Бернара. Існують також деякі класичні теми. «Севільський цирульник» лунає під час сценки переслідування автомобіля та деяких інших сигналів, які, щонайменше, є ексцентричними. Деякі елементи сюжету навіть походять безпосередньо з роману Брема Стокера, а не з «Жаху Дракули». «Зінда Лааш» також згадується в «Зібаххані» Омара Хана, який зазвичай розглядається як його продовження.

## DVD-реліз
Фільм у форматі DVD доступний приблизно з 2003 року від Mondo Macabro. «Зінда Лааш» була відновлений настільки добре, що важко повірити у той факт, що фільм вже не демонструвався протягом тридцяти років. Hot Spot забезпечив авторські права на театральне та домашнє відео «Зінда Лааш» для регіонів Північної Америки, Європи, Австралії та Нової Зеландії, а також права домашнього відео для Пакистану. Фільм стане частиною випуску DVD-дисків від Mondo Macabro, який має відбутися найближчим часом, і тому стане першим пакистанським фільмом, який буде випущений на DVD.

## Фільм на фестивалях
«Зінда Лааш» також відрізняється тим, що це перший фільм жахів, який демонструвався на двох основних кінофестивалях за кордоном; Фестиваль фантастичного кіно «Ситжес» в Іспанії та Міжнародний фестиваль фантастичних фільмів Нойшатель у Швейцарії.

## Деталі
- Перший пакистанський фільм, який отримав категорію X.
- Був майже заборонений після свого виходу, оскільки цензура вважала, що фільм був надто вульгарний.
- У своєму початковому вигляді всі танцювальні сюжети були вилучені, оскільки цензури вважали, що жінки були занадто сексуально провокативними.
- Цей фільм став настільки шокуючим для свого часу, що, за одним з повідомлень, жінка зазнала серцевого нападу в кінотеатрі під час його перегляду.